# Zdeněk Schwarz
Zdeněk Schwarz (* 15. května 1963 Praha) je český politik a lékař, v letech 2008 až 2014 nezávislý senátor za obvod č. 27 – Praha 1 zvolený na kandidátce ODS a bývalý ředitel Zdravotnické záchranné služby hlavního města Prahy, který byl pro kontroverze odvolán.

## Vzdělání, profese a rodina
Po maturitě na střední zdravotnické škole pracoval jako zdravotnický záchranář. Vystudoval Lékařskou fakultu UK v Praze, studium zakončil v roce 1990. Získal zde také atestace v oborech chirurgie, veřejné zdravotnictví a urgentní medicína. Od r. 1998 je členem Vědecké rady ČLK.
Po promoci působil jako lékař v Nemocnici záchranné služby, později přejmenované na Nemocnici Na Malvazinkách, dále ve Fakultní nemocnici na Bulovce a na Letecké záchranné službě Praha. Na Zdravotnické záchranné službě hl. m. Prahy pracuje od r. 1983, kdy začínal jako brigádník o prázdninách a později celá studia medicíny a po jejím ukončení nastoupil jako lékař.
Od roku 1998 zastával funkci ředitele Zdravotnické záchranné služby hlavního města Prahy. V době, kdy byl na služební cestě v Izraeli dne 12. 5. 2015, byl z funkce odvolán bez udání důvodu, přestože audit provedený na záchranné službě neshledal žádné závažné nedostatky a nedoporučil personální změny. Rada jej odvolala údajně ze strachu z demonstrace odborářů.[zdroj?]
Je ženatý, má dva syny a čtyři vnoučata.
Zdeněk Schwarz je vzdáleným vnukem hudebního skladatele Bedřicha Smetany. Jeho praprapradědečkem je jabkenický lesmistr Josef Schwarz, za kterého se provdala Smetanova dcera Žofie.

## Politická kariéra
V roce 2008 se jako nestraník na kandidátce ODS dostal do Senátu za obvod č. 27, tj. na Praze 1, Praze 7, části Prahy 2,5 a 6. Z prvního kola postoupil díky zisku 25,78 % hlasů spolu s nezávislou Blankou Haindlovou za ČSSD (17,81 %). Ve druhém svou silnější pozici potvrdil a vyhrál se ziskem 60,21 % všech platných hlasů.
V senátu prosazoval tvrdou protidrogovou politiku a větší investice soukromého kapitálu do dobročinných projektů. V senátu byl činný jako místopředseda Výboru pro zdravotnictví a sociální politiku, místopředseda Stálé komise Senátu pro práci Kanceláře Senátu a člen Stálé komise Senátu pro sdělovací prostředky.
Ve volbách do Senátu PČR v roce 2014 obhajoval jako nezávislý senátor na kandidátce ODS post senátora ve stejném obvodu č. 27. Se ziskem 20,30 % hlasů skončil v prvním kole na 2. místě a postoupil do druhého kola. V něm však poměrem hlasů 31,55 % : 68,44 % prohrál s nestraníkem za KDU-ČSL a SZ Václavem Hamplem.
Ve volbách do Senátu PČR v roce 2016 se rozhodl pokusit o návrat do horní parlamentní komory a kandidoval jako nestraník za hnutí Pro Prahu (HPP) v obvodu č. 22 – Praha 10. Se ziskem 9,86 % hlasů však skončil na 5. místě a do druhého kola nepostoupil.